# Embraer EMB 312
L'Embraer EMB 312 Tucano est un avion d'entraînement militaire en tandem et d'attaque au sol fabriqué par le constructeur brésilien Embraer à São José dos Campos (État de São Paulo).

## Développement
Le premier vol de l’EMB 312 a eu lieu en 1980 ; les premières livraisons commencent à partir de 1983. Il est motorisé par une turbine Pratt & Whitney Canada PT6-A25C de 750 ch à l'arbre. Sa caractéristique principale est la position surélevée de l'instructeur par rapport à l'élève et la poignée de commande de gaz du type HOTAS (Hands on Throttle and Stick).
Sa dénomination militaire brésilienne est :
- T-27 pour la version d'entraînement ;
- AT-27 pour la version d'attaque au sol.

## Versions
- EMB 312F : version modifiée pour l'armée de l'air française. Il se caractérise par une voilure et un train d'atterrissage renforcés, des équipements avioniques français et un aérofrein de piqué ventral. Divers systèmes ont été modifiés pour l'adapter au climat de la France : système de climatisation, dégivrage de verrière, dégivrage de l'hélice. Il est construit par Embraer à São José dos Campos au Brésil[1].
- EMB-312S : Short Tucano (en), version modifiée - avec un moteur plus puissant et une avionique propre - construite sous licence par Short Brothers en Irlande du Nord. 130 avions ont été construits pour la RAF, 12 pour le Kenya, 16 pour le Koweït et 16 ont été vendus à des sociétés privées américaines.
- EMB-312G1 :
- EMB-312H : cette version a été développée pour participer au concours de l'US Air Force (JPATS (en)). Elle se caractérise par une motorisation poussée à 1 600 ch et d'un fuselage rallongé ainsi qu'une avionique moderne[2]. Il perdit le concours face au Pilatus PC-9. De cette version a été dérivée le Embraer EMB 314 Super Tucano[3] ou « ALX » actuellement en production.

## Caractéristiques techniques

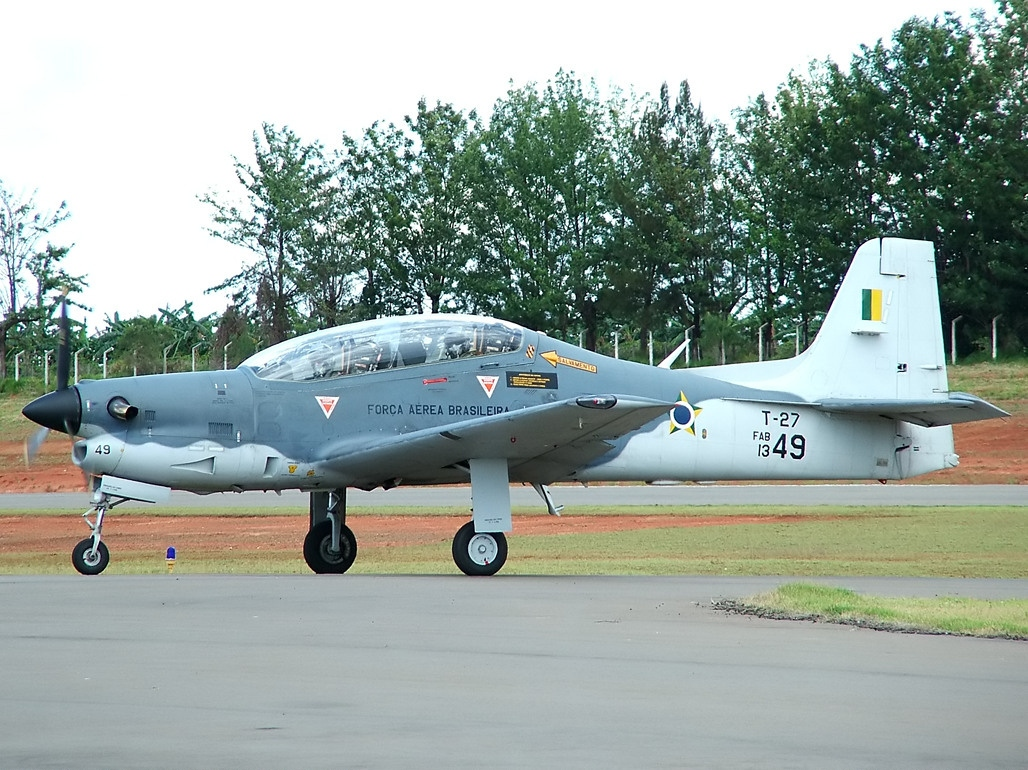
Embraer Tucano brésilien en 2005.

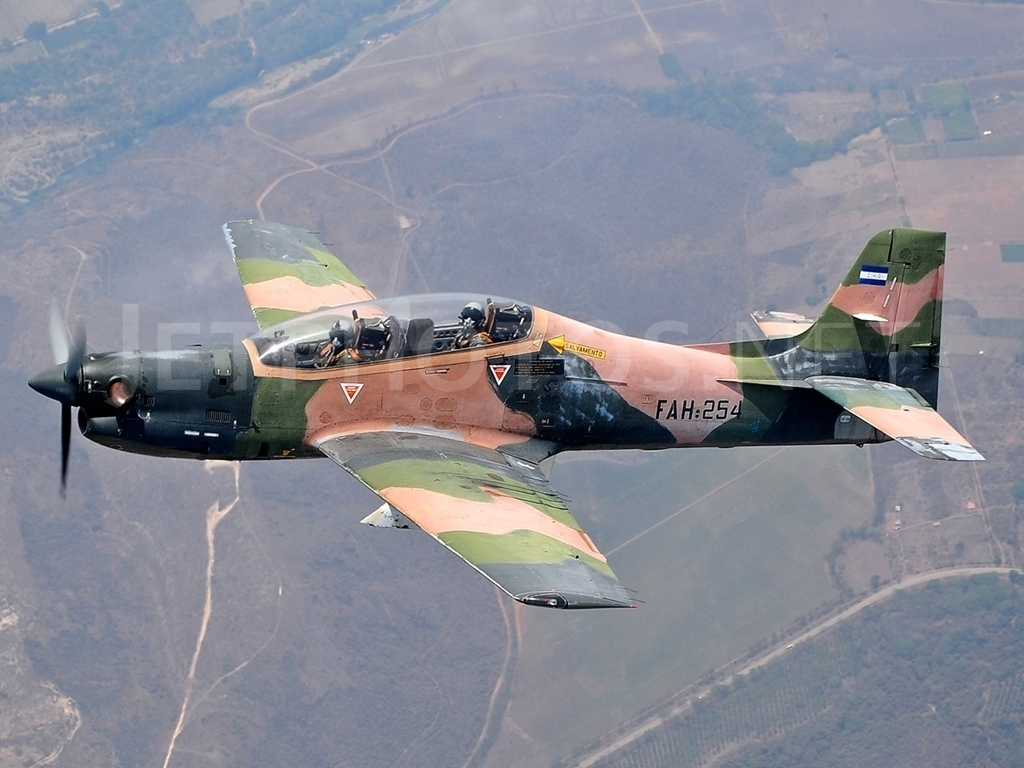
Embraer Tucano hondurien en 2013.

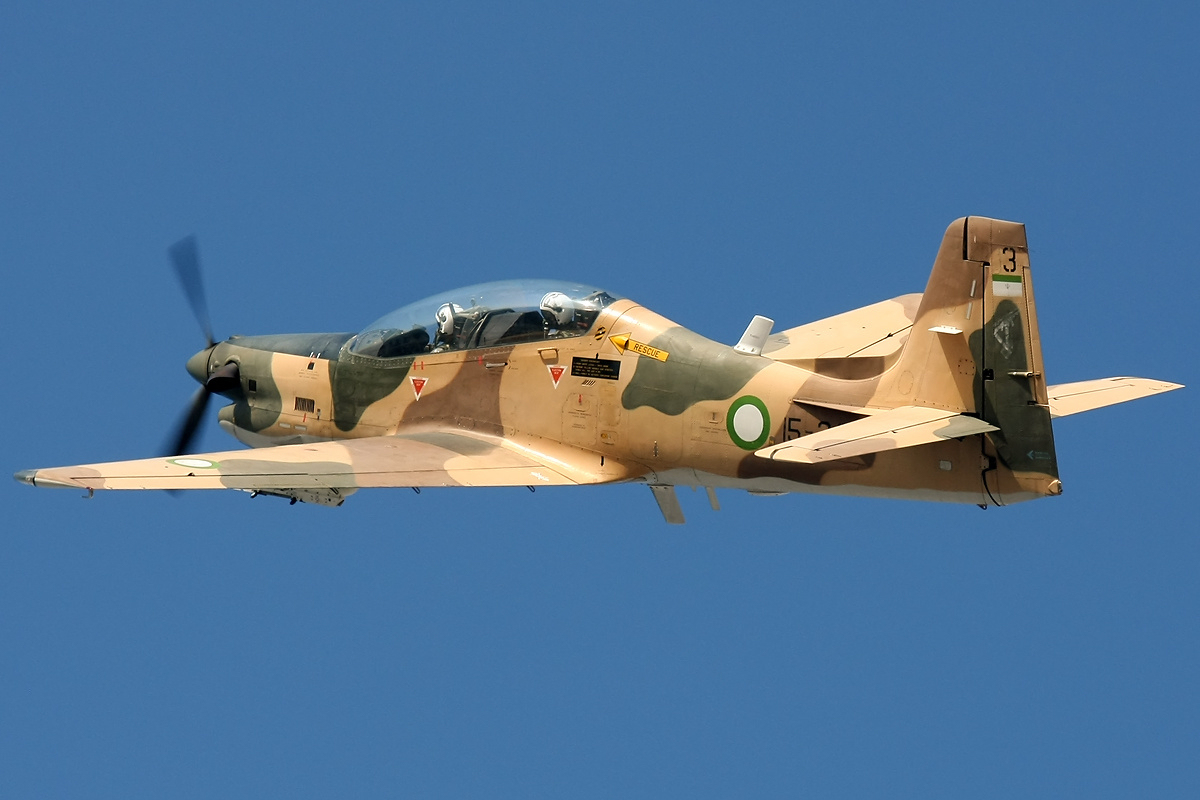
Embraer Tucano iranien.

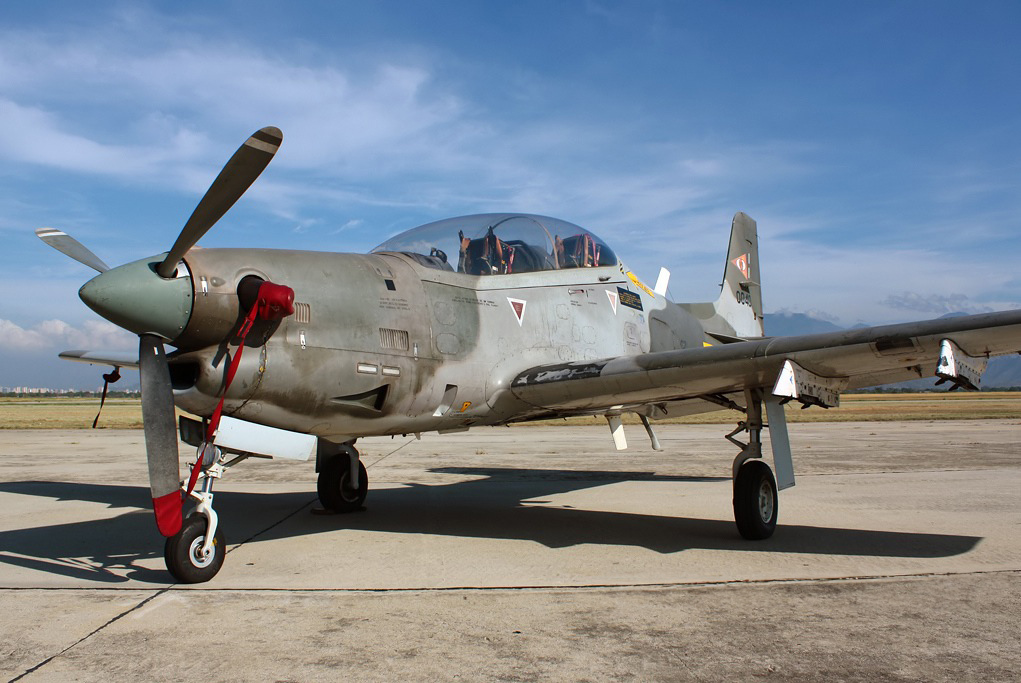
Embraer Tucano vénézuélien en 2013.

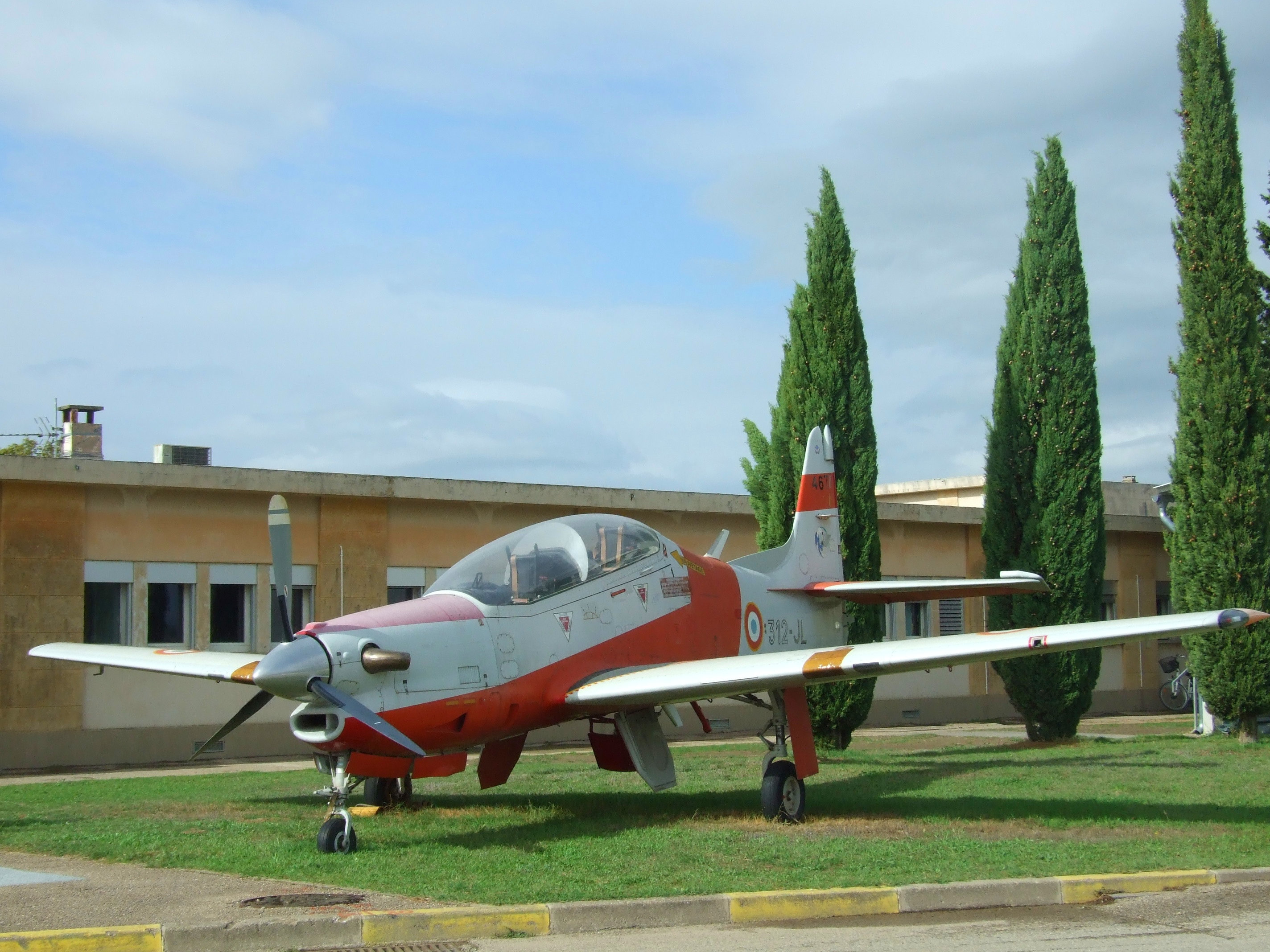
EMB-312F français, à Salon-de-Provence.

L'appareil est équipé de deux sièges éjectables Martin-Baker (« 0-70 » concernant le 312F, BR8LC pour une autre version). Ils sont employés avec succès a 43 reprises entre le 9 aout 1982 et le 1er novembre 2024.

## Utilisateurs
Aujourd'hui il y a plus de 600 avions livrés :
- Angola : 13 EMB-312 (dont 8 ont été rachetés au Pérou) ;
- Argentine : 30 (entrer en service en 1987, 4 accidentés et 16 en service au 30 juin 2015[5]) ;
- Brésil : la Force aérienne brésilienne a commandé plus de 133 unités de cet appareil. Il équipait également la patrouille de voltige Esquadrilha da Fumaça de 1983 à 2012 ;
- Colombie : 14 ;
- Honduras : 12 ;
- Égypte : 134 + 10 fabriqués sous licence par les Arsenaux égyptiens ;
- Iran : 25 ;
- Mozambique : 3 exemplaires ex-brésiliens sont donnés en 2014[6]. ;
- Kenya : 12 Tucano T51 (Short Tucano (en) fabriqués sous licence au Royaume-Uni) ;
- Mauritanie : 5 EMB-312F, École militaire inter-armes (EMIA) à Atar ;
- Mozambique : 3 EMB-312 offerts par le Brésil ;
- Paraguay : 6 EMB-312 ;
- Pérou : 30 (dont 8 ont été revendus à l'Angola) ;
- Venezuela : 31. un exemplaire participant à une tentative de coup d'État est détruit par un F-16 le 27 novembre 1992[7].

### Utilisateurs civils
- États-Unis
  - Valkyrie Aero : 12 Embraer A-27 Tucanos (312F) et 20 Short A-27 Tucanos (T.Mk1)[8] La société est spécialisée dans la formation et l'entrainement à l'appui aérien rapproché (CAS / JTAC).

### Anciens utilisateurs
- France : 50 EMB 312F Tucano livrés à partir de 1995, 20 en service en 2007, retrait en 2009 ;
- Irak : 80 livrés entre 1985 et 1988[9] ;
- Koweït : 16 Tucano T52 (Short Tucano fabriqués sous licence au Royaume-Uni) livrés en 1995. Stockés depuis plusieurs années, le projet de les faire voler à nouveau a été abandonné[10] ;
- Royaume-Uni : 130 Tucano T1 (Short Tucano (en)). Le Royaume-Uni le choisit pour être fabriqué sous licence par Short Brothers à Belfast en y adaptant une turbine Garrett TPE331 à la place de la turbine Pratt & Whitney ainsi que des équipements de bord spécifiques entre 1986 et 1995. 130 (Short Tucano y furent construits pour la RAF qui l'utilise entre 1989 et 2019. Cette version a été vendue également au Kenya (12) et au Koweït (16).

## Carrière opérationnelle

### France

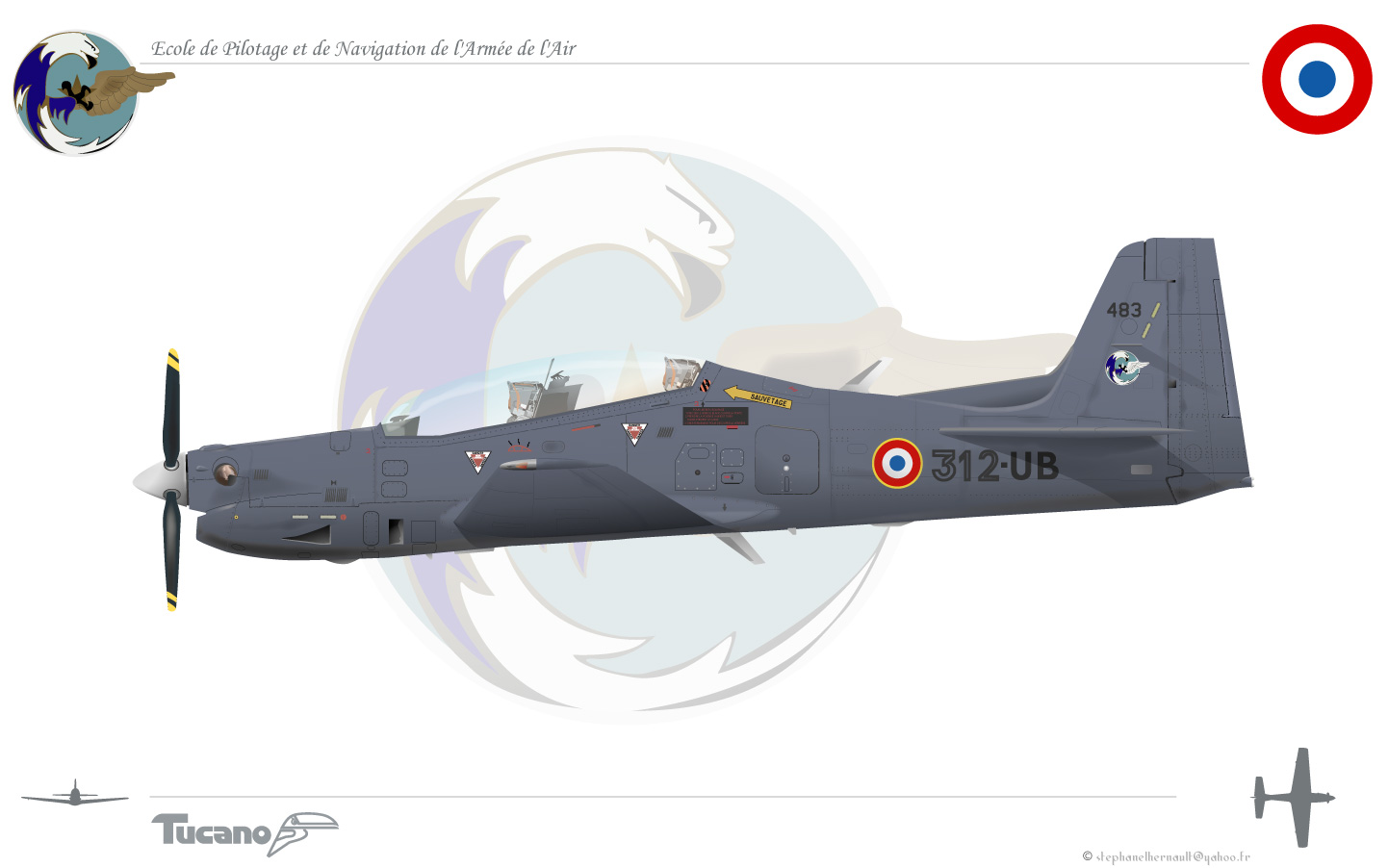
Embraer Tucano de l'École de pilotage de l'Armée de l'air

Suivant une tendance mondiale en faveur du remplacement des avions d’entraînement à réaction par des avions à turbopropulseurs à faible coût, l’armée de l'air française commanda, en 1992, 80 appareils légèrement modifiés, dénommés EMB-312F. L'accord avec le Brésil était une compensation pour 36 AS365 Panther et 16 AS350 Écureuil achetés par l'armée brésilienne et 30 autres (finalement 20) Écureuil pour la marine brésilienne. Deux appareils de présérie ont été en expérimentation au centre d’expertise aérienne militaire (CEAM) à Mont-de-Marsan de 1993 à 1994, puis à Salon-de-Provence de 1994 à 1995. Le premier de ces appareils vola en avril 1993.
Finalement la commande fut ramenée à 50 appareils. Basés à Salon-de-Provence à partir de 1995, ils ont remplacé les Fouga CM-170 Magister pour la formation de base des pilotes de chasse. En 2007 il n'en restait plus que 20 en service. Le 22 juillet 2009, 15 ans seulement après sa mise en service, ils sont remplacés par des Grob G 120A de fabrication allemande alors que les avions avaient seulement entamé le second tiers de leur potentiel.

### Pérou
Les AT-27 péruviens participent à la lutte contre le trafic de stupéfiants. Au moins neuf avions ont été abattus entre le 4 novembre 1994 et octobre 1997 (huit au canon de 20 mm et un en manœuvrant).

### Développement lié
- Short Tucano (en)
- Embraer EMB 314 Super Tucano

### Aéronefs comparables
- KAI KT-1
- TAI Hürkuş
- Pilatus PC-7
- Pilatus PC-9
- PZL-130 Orlik
- T-6 Texan II (en)
- Utva Lasta 95 (en)